# Кенжаев, Зохид
Зохид Кенжаев (узб. Zohid Kenjaev, род. 30 марта 1992 года, Джизак, Узбекистан) — узбекский игрок в настольный теннис, мастер спорта международного класса Узбекистана. Он первый игрок из Узбекистана по настольному теннису, который принял участие в Олимпийских играх 2016 года. Многократный победитель и призёр чемпионатов Узбекистана.

## Биография
Зохид Кенжаев начал международную карьеру с участия в ЧМ-2010, и в 2010—2019 годах был участником 10 командных и личных Чемпионатов Мира. Наивысшим достижением на чемпионатах мира стал 1/64 финала в одиночном разряде, 1/16 финала в мужском и смешанном парных разрядах, а также 59 место в командах.
Принимал участие в юношеском ЧМ-2010, остановился на групповом этапе.
Начиная с 2013 года принял участие в 4 чемпионатах Азии (2013, 2015, 2017, 2019), наилучшие результаты показал в 2017 году, достигнув 1/8 финала в мужском и смешанном парных разрядах.
С сезона 2012/2017 по сезон 2016/2017 в течение 5 лет выступал в украинской Супер Лиге КЧУ, в составе команды ПАСС-Авто. В дебютном сезоне стал серебряным призёром, в 2 следующих сезонах стал бронзовым призёром, и в последнем сезоне 2016/2017 также стал бронзовым призёром.
В 2021 году он вышел в финал Среднеазиатской олимпийской квалификации среди мужчин 2021 года, победив фаворита Кирилла Герасименко из Казахстана в полуфинале со счетом 4:3, но проиграл решающий матч иранцу Nima Alamian.